# 热尼 (奥布省)
热尼（法語：Jeugny，法語發音：[ʒøɲi]）是法国奥布省的一个市镇，位于该省中部偏南，属于特鲁瓦区和特鲁瓦香槟都会城市圈公共社区，其市镇面积为15.85平方公里，2022年1月1日时人口数量为462人。
热尼是特鲁瓦香槟都会城市圈公共社区的组成部分，位于特鲁瓦市区以南大约20公里。

## 行政
热尼的邮政编码为10320，INSEE市镇编码为10179。

## 地理
热尼（48°7'51"N, 4°2'12"E）位于法国中北部偏东，大东部大区西南部和奥布省中南部。
与热尼接壤的市镇包括：克雷桑蒂涅、费拉沙佩勒、拉洛日蓬布兰、莱洛日马格龙、莫涅河畔隆日维尔、马希、莫帕、圣法勒、拉旺迪米尼奥。
热尼属于塞纳河流域，境内地势平坦。
按照柯本气候分类法，热尼属于温带海洋性气候，全年温差较小，降水分布均匀。

## 历史
热尼出现于公元9世纪，其拉丁语名称为，历史上长期为一普通村落，法国大革命后成为市镇。

## 交通
奥布省省道D1线、D25线和D34线从热尼镇中心经过。

## 政治
现任热尼市长为马克·吉拉尔先生（Marc Girard），他是一名右翼无党派人士。

## 人口
| 年份   | 1936 | 1946 | 1954 | 1962 | 1968 | 1975 | 1982 | 1990 | 1999 | 2004 | 2009 | 2014 | 2017 |
| ------ | ---- | ---- | ---- | ---- | ---- | ---- | ---- | ---- | ---- | ---- | ---- | ---- | ---- |
| 人口數 | 339  | 346  | 318  | 315  | 324  | 261  | 325  | 368  | 387  | 439  | 454  | 491  | 490  |